# Home Cookin'
| Recensione | Giudizio |
| ---------- | -------- |
| AllMusic   | [ 2 ]    |

Home Cookin' è un album a nome The Incredible Jimmy Smith, pubblicato dalla casa discografica Blue Note Records nel marzo del 1961.

## Tracce

### LP
Lato A
1. See See Rider – 6:32 (Ma Rainey) – Registrato il 16 giugno 1959
2. Sugar Hill – 5:19 (Kenny Burrell) – Registrato il 16 giugno 1959
3. I Got a Woman – 3:52 (Ray Charles) – Registrato il 24 maggio 1959
4. Messin' Around – 5:54 (Jimmy Smith) – Registrato il 16 giugno 1959

Lato B
1. Gracie – 5:51 (Jimmy Smith) – Registrato il 16 giugno 1959
2. Come on Baby – 6:48 (Kenny Burrell) – Registrato il 16 giugno 1959
3. Motorin' Along – 5:05 (Jimmy Smith) – Registrato il 15 luglio 1958

### CD
Edizione CD del 1996, pubblicato dalla Blue Note Records (7243 8 53360 2 7)
1. See See Rider – 6:32 (Ma Rainey)
2. Sugar Hill – 5:19 (Kenny Burrell)
3. I Got a Woman – 3:52 (Ray Charles)
4. Messin' Around – 5:54 (Jimmy Smith)
5. Gracie – 5:51 (Jimmy Smith)
6. Come on Baby – 6:48 (Kenny Burrell)
7. Motorin' Along – 5:05 (Jimmy McGriff)
8. Since I Fell for You – 4:16 (Buddy Johnson) – Traccia bonus - Registrato il 15 luglio 1958
9. Apostrophe – 6:32 (Percy France) – Traccia bonus - Registrato il 16 giugno 1959
10. Groanin' – 8:07 (Jimmy Smith) – Traccia bonus - Registrato il 24 maggio 1959
11. Motorin' Along – 5:00 (Jimmy McGriff) – Traccia bonus - Alternate Take - Registrato il 15 luglio 1958
12. Since I Fell for You – 6:15 (Buddy Johnson) – Traccia bonus - Alternate Take - Registrato il 15 luglio 1958

## Musicisti
See See Rider / Sugar Hill / Messin' Around / Gracie / Come on Baby / Apostrophe
- Jimmy Smith – organo
- Kenny Burrell – chitarra
- Percy France – sassofono tenore (eccetto brano: Sugar Hill)
- Donald Bailey – batteria

I Got a Woman / Groanin' / Motorin' Along / Motorin' Along (alt. tk.) / Since I Fell for You / Since I Fell for You (alt. tk.)
- Jimmy Smith – organo
- Kenny Burrell – chitarra
- Donald Bailey – batteria

Note aggiuntive
- Alfred Lion – produttore
- Michael Cuscuna – produttore riedizione su CD
- Registrazioni effettuate il 15 luglio 1958, 24 maggio e 16 giugno 1959 al Van Gelder Studio di Hackensack, New Jersey, Stati Uniti
- Rudy Van Gelder – ingegnere delle registrazioni
- Francis Wolff – foto copertina album originale
- Reid Miles – design copertina album originale
- Patrick Roques – redesign copertina riedizione CD
- Ira Gitler – note retrocopertina album originale[3] [4]